# John Turner (psicólogo)
John Charles Turner (7 de Setembro de 1947 – 24 de Julho de 2011) foi um psicólogo social inglês que, juntamente a outros pesquisadores, desenvolveu a teoria da autocategorização.
Dentre outros pontos, a teoria afirma que o ser não é um aspecto fundamental da cognição, mas um produto dos processos cognitivos e da interação entre o indivíduo e o contexto social.
A teoria da auto-categorização foi desenvolvida em conjunto com a teoria da identidade social, e ambas são conhecidas como abordagem da identidade social.